# Mellerud
Mellerud ( PRONÚNCIA) é uma pequena cidade da província histórica da Dalsland, na Suécia. Tem cerca de 3 797 habitantes. É a sede do município de Mellerud, pertencente ao condado da Västra Götaland. Está localizada a 35 km a norte de Vänersborg.

## Comunicações
- Estrada europeia E45 - ligando a província histórica sueca da Lapónia à ilha italiana da Sicília.
- Estrada regional 166 - ligando Mellerud à Noruega
- Via férrea Gotemburgo-Karlstad